# 擠樓梯
擠樓梯，是流傳於中國山東的兩人傳統棋類，屬於尼姆遊戲。

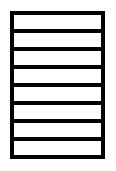
擠樓梯棋盤

## 棋具
- 棋盤為兩豎邊，中間有任意數量的橫線。
- 每方兩子，以顏色區分。

## 規則
- 初始布置時，每方布於底行。
- 每人輪流沿縱線移動一枚己棋至空棋位，只能朝前或後，格數不限，不得越子。
- 讓敵方不能行棋獲勝。[1][2]